# 두바이 트램

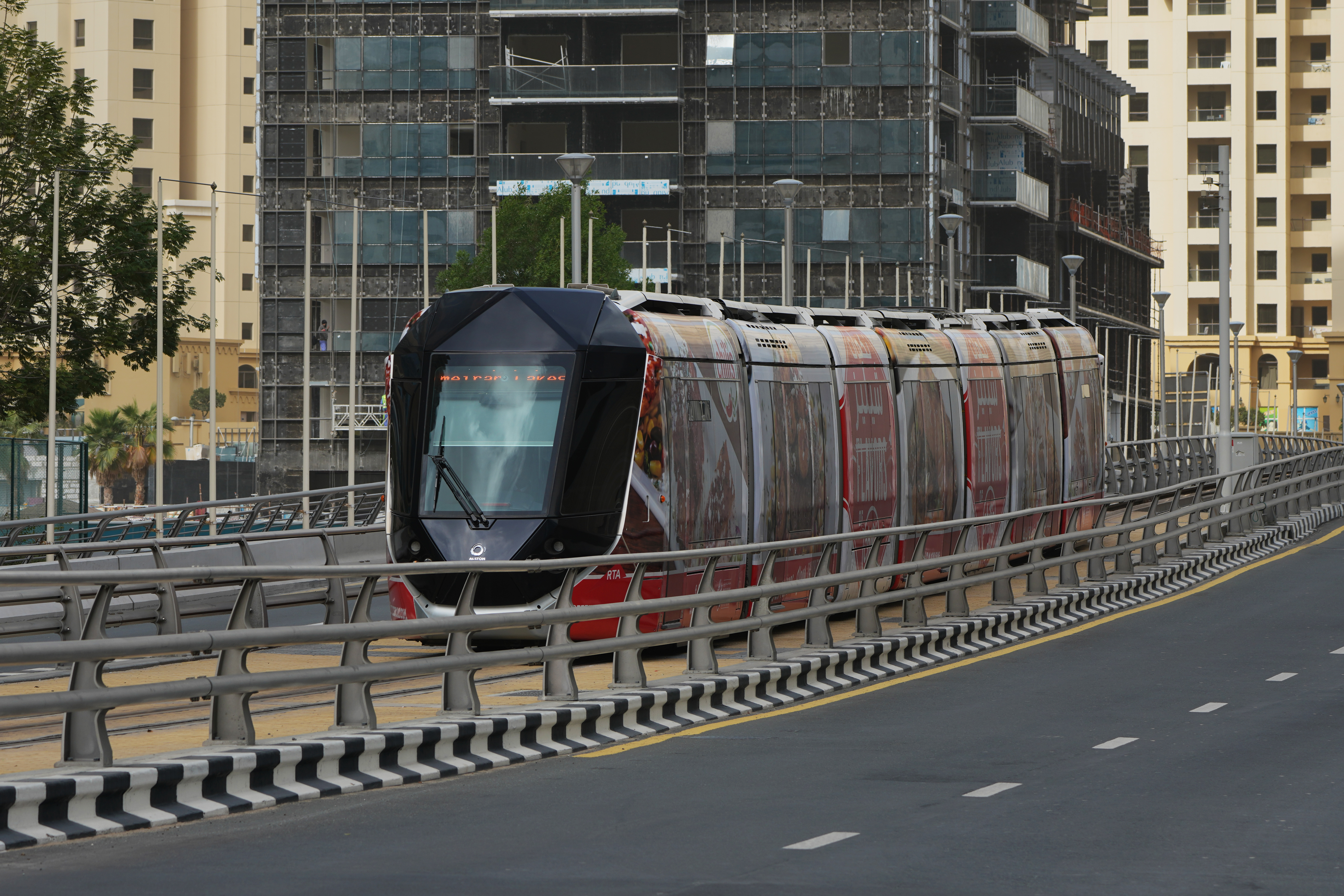
두바이 트램

두바이 트램(아랍어: ترام دبي)는 아랍에미리트 두바이에서 운영되는 노면전차 시스템이다. 두바이 마리나에서 팜 주메이라와 알수포우까지 14.5 킬로미터 (9.0 mi)를 운행한다. 두바이 트램은 팜 주 메이라 입구에 있는 팜 주메이라 모노레일과도 연결된다.